# Slew Tarn
Der Slew Tarn ist ein See im Lake District, Cumbria, England.
Der Slew Tarn liegt westlich von Ambleside und südlich des River Brathay, zu dem er jedoch keine Verbindung hat. Der Slew Tarn ist ein natürlicher See, der künstlich vergrößert wurde. Der See hat zwei unbenannte Zuflüsse an seiner Ostseite und keinen erkennbaren Abfluss.